# Tyler George
Tyler George (Duluth, 6 ottobre 1982) è un giocatore di curling statunitense.

## Carriera
A Pyeongchang 2018 ha ottenuto la medaglia d'oro, sconfiggendo in finale la Svezia per 10-7.

## Palmarès

### Olimpiadi
- 1 medaglia:

1 oro (Pyeongchang 2018).